# James Drake (fotograf)
James Alexander Drake junior (6. dubna 1932 – 10. ledna 2022, Filadelfie) byl americký sportovní fotograf. Byl známý především svou fotografickou prací ve sportovním magazínu Sports Illustrated.
Jeho manželka se jmenovala Jean Casten a měli spolu dvě děti. Drake zemřel na rakovinu plic ve svém domě ve Philadelphii v Pensylvánii 10. ledna 2022 ve věku 89 let.